# Americano (canção)
"Americano" é uma canção gravada pela cantora e compositora norte-americana Lady Gaga para o seu segundo álbum de estúdio, Born This Way (2011). Embora o disco tenha sido lançado mundialmente apenas a 23 de Maio de 2011, a canção já havia sido disponibilizada no jogo virtual online FarmVille três dias antes. O seu conceito foi desenvolvido pela cantora enquanto ainda se apresentava nos concertos da The Monster Ball Tour em 2010 na Europa, após ter sido informada sobre a implantação da Proposição 8 no estado da Califórnia, que baniu o matrimónio entre indivíduos do mesmo género sexual. O tema foi prontamente concebido com o auxílio do colaborador Fernando Garibay e gravado em um estúdio implantado no autocarro da digressão. Brian Lee, Paul Blair e Cheche Alara acrescentaram versos à música, que foi finalizada no estúdio The Mix Room em Burbank, Califórnia.
Musicalmente, "Americano" é uma obra essencialmente pop que incorpora fortemente o género musical mariachi e é influenciada por house, techno e disco-pop cujas letras abordam o "Sonho Americano" e contêm vários assuntos religiosos, culturais e políticos, inclusive a Lei de Imigração do Arizona, a Arizona SB 1070, que é uma medida extremamente rígida implantada contra a imigração ilegal para aquele estado. Este marca o primeiro lançamento bilingue de Gaga desde "Alejandro" (2009), canção com a qual "Americano" foi bastante comparada pela crítica especialista em música contemporânea, que ainda fez elogios à mensagem transmitida na sua composição, todavia, criticou a sua produção e ainda fez comparações com o single "La Isla Bonita" (1987), de Madonna.
Aquando do lançamento inicial de Born This Way, a faixa estreou na posição 98 da tabela musical internacional Gaon Chart na Coreia do Sul, e devido a um acumulado de vendas digitais intenso do seu remix oficial, produzido por Gregori Klosman, a música estreou na décima sétima colocação da Hot Dance Electronic/Digital Songs. A fim de promover e divulgar a obra, "Americano" foi interpretada pela cantora em vários eventos precedentes ao lançamento de Born This Way, incluindo o Big Weekend da BBC Radio One em Carlisle, Cumbria e em um concerto na cidade de Guadalajara, México, ambos como parte da The Monster Ball Tour. Além disso, foi inclusa no alinhamento de faixas da digressão The Born This Way Ball (2012-13) e recebeu uma versão cover cantada por Kate Hudson na série de televisão Glee.

## Antecedentes e desenvolvimento
Em Março de 2010, em entrevista à MTV do Reino Unido, Gaga afirmou que já havia começado a trabalhar no seu segundo álbum de estúdio e que já havia terminado de escrever o tema central do mesmo. Três meses depois, em entrevista à Rolling Stone, a artista declarou que o seu segundo disco já tinha sido concluído, mas não seria lançado até 2011. "Eu tenho trabalhado nisto há meses, e sinto fortemente que foi concluído agora. Alguns artistas levam anos. Mas eu não. Foi rápido, pois escrevo todos os dias..." No último trimestre de 2010, Troy Carter, empresário de Gaga, e RedOne deram opiniões pessoais sobre o álbum. Carter disse: "Estamos muito animados. Estamos a começar a reproduzir um pouco para as pessoas e a obter uma sensação sobre ele, e ela fez um trabalho incrível." Inicialmente, a artista informou que anunciaria o título do disco no fim do ano, mas essa decisão não se materializou quando na noite de 12 de Setembro de 2010, durante a cerimónia dos MTV Video Music Awards, ela recebeu o prémio de "Melhor Vídeo do Ano" por "Bad Romance", tendo de seguida anunciado o nome do seu segundo álbum de estúdio.
Gaga anunciou a 26 de Novembro de 2010, durante as apresentações da The Monster Ball Tour em Gdansk, Polónia, que o disco poderia ter até vinte faixas, e prometeu que seria o álbum da década. Acrescentou também que ele estava completamente terminado e cheio de "batidas dançantes". Foi confirmado em uma entrevista à Vogue que das dezassete faixas que foram gravadas para o álbum, somente quatorze delas iriam aparecer na edição final da versão padrão. As três faixas restantes iriam ser lançadas em uma edição deluxe exclusiva na loja digital Target. Contudo, a 9 de Março, foi noticiado que a intérprete havia terminado a sua parceria com a Target, devido a uma doação de 150 mil dólares desta última à organização anti-homossexual Minnesota Forward. Além disso, meses antes do início da distribuição do disco em mercados musicais, havia sido revelado que várias músicas do mesmo continham referências a temas sociais diversos, inclusive a lei de imigração do Arizona, que é uma das inspirações líricas para "Americano". Foi acrescentado também que mensagens de sexualidade e feminismo estariam entre os componentes mais distinguíveis de Born This Way. Outros temas referenciados no álbum incluem o individualismo, a igualdade e a liberdade.

## Concepção e contexto

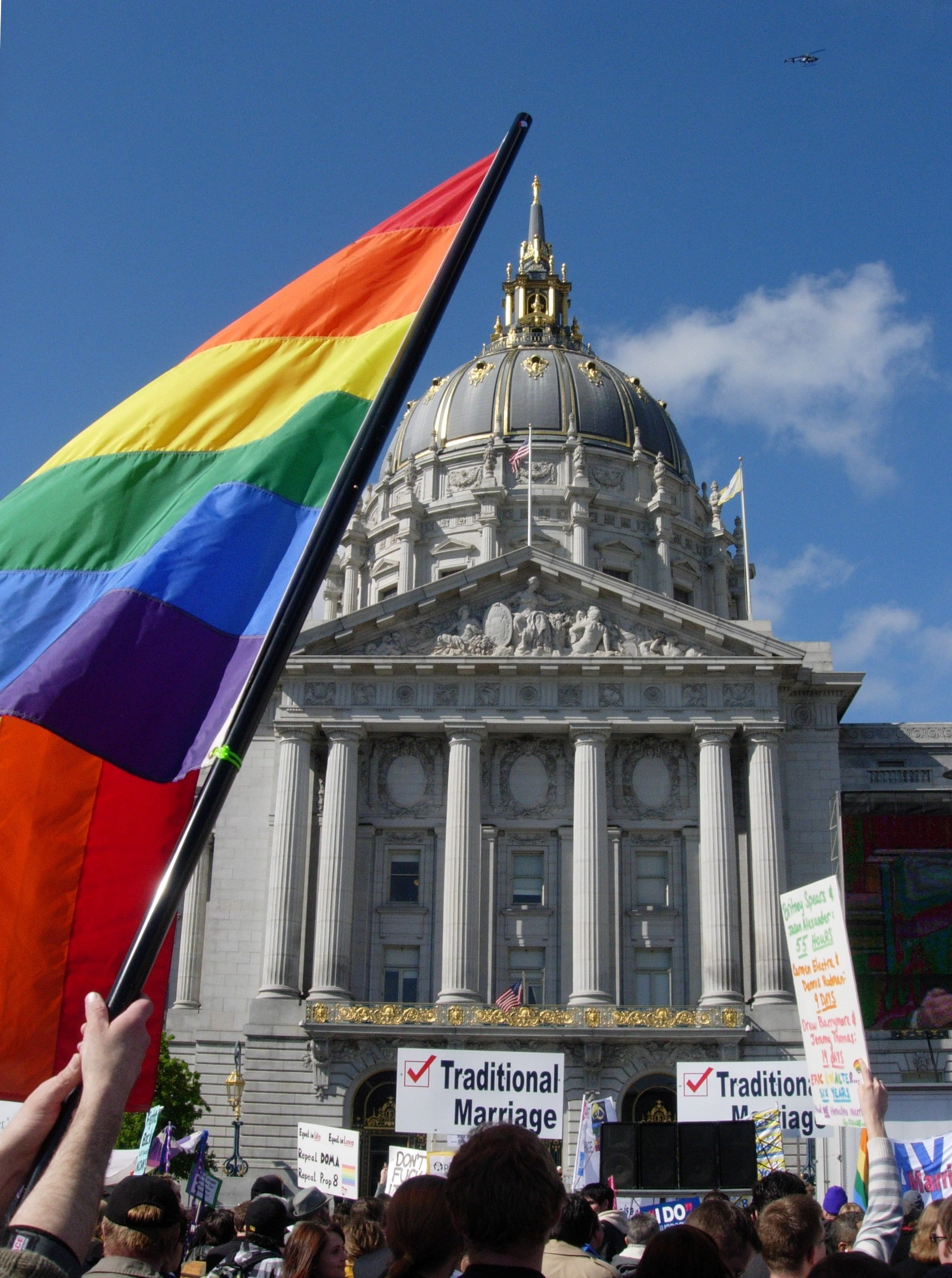
Gaga compôs "Americano" aquando dos eventos circunjacentes à cassação da Proposição 8 da Califórnia. Na imagem, um grupo de protestantes reúne-se em frente ao Conselho Municipal de São Francisco.

Em Novembro de 2007, foi apresentada para as eleições estatais uma medida que estava intitulada como "Lei de Protecção do Matrimónio na Califórnia", proposta por Jerry Brown, Procurador Geral do Estado da Califórnia. Após algum tempo de deliberação, o Tribunal Supremo do Estado da Califórnia decidiu em favor da adopção desta medida, afirmando: "...é alegado que a Proposição 8 'elimina o direito de casais do mesmo sexo se casarem', na Califórnia. O Tribunal Supremo da Califórnia já havia delimitado de forma inequívoca que [definia que] os casais do mesmo sexo tinham o direito constitucional de se casar sob a Constituição da Califórnia." A Proposição 8, o nome pelo qual a medida ficou popularmente conhecida, foi um referendo aprovado a 4 de Novembro de 2008 que ocorreu durante as eleições estatais da Califórnia, eliminando desse modo o direito de dois indivíduos do mesmo género sexual de contraírem matrimónio, com 52 por cento de votos a favor pela população residente daquele estado. A aprovação da proposta modificou a Constituição do Estado da Califórnia, implementando uma obrigação que definiu o casamento como a união entre dois indivíduos de sexos opostos. Ademais, foi adicionada a secção 7.5 ao Artigo I da mesma Constituição que declara que "apenas o matrimónio entre um homem e uma mulher é válido e reconhecido na Califórnia".
Dois anos depois, foi apresentada uma proposta que obrigava que todos os indivíduos estrangeiros maiores de 14 anos de idade que permanecessem nos Estados Unidos por mais de 30 dias se registassem no governo dos EUA e que tivessem os documentos do registo em sua posse a todo o momento; qualquer violação desta norma seria interpretada como um crime de contravenção federal com direito à prisão imediata e até mesmo deportação. A proposta foi mais tarde convertida em lei por Jan Brewer, governadora do estado do Arizona, a 23 de Abril de 2010, entrando em vigor a partir de 29 de Julho seguinte, apesar dos esforços da juíza Susan Bolton, da cidade de Phoenix, que ordenou que se suspendessem as clásulas mais controversas da norma que criminalizava a imigração. A 11 de Abril de 2011, após uma petição assinada pelo presidente Barack Obama, que havia aberto um processo contra o Estado do Arizona no Tribunal Federal de Phoenix por achar que a lei pudesse prejudicar noções básicas de justiça, o Tribunal de apelação dos EUA confirmou a suspensão das passagens mais controversas da lei de imigração do Arizona, que veio a tornar-se na medida mais ampla e estritamente rígida alguma vez implantada contra a imigração ilegal naquele estado.
A principal influência por detrás da concepção de "Americano" foram os eventos circunjacentes à cassação da Proposição 8 da Califórnia, bem como as batalhas cada vez mais emergentes dos cidadãos mexicanos que imigravam para território norte-americano ilegalmente. "A canção foi directamente inspirada por eventos que aconteceram naquele dia", relembrou Garibay durante a sua entrevista com a MTV. "Foi em Agosto, durante o verão, no ano passado, e foi exactamente quando a Proposição 8 foi derrubada na Califórnia. E havia muita coisa a acontecer com a imigração e as questões fronteiriças e ela não aguentou, ela disse que queria fazer com que esta canção fosse verdadeiramente mexicana, com as batalhas pelas quais o povo mexicano passou por para alcançar a liberdade, para uma vida melhor, e então essas ideias foram directamente implementadas na canção." Gaga, uma forte oponente dessa lei, sentiu-se obrigada a criar uma obra nova após a cessação da Proposição 8. O objectivo principal da cantora era de "jogar-se completamente no cenário mexicaoa", um sentimento que Garibay revelou não estar acostumado a ouvir, como muitas pessoas da indústria musical vinham declarando que temas inspirados em música latina eram "um pouco bregas". De acordo com o produtor, "nós começamos comigo na guitarra e ela no piano, escrevemos a letra ali mesmo no lugar, e ela cantou a música durante toda a reprodução, e foi assim que a canção foi concebida". A letra da canção foi também escrita por Gaga como uma resposta à lei de imigração do Arizona, conhecida por Arizona SB 1070. Inclusive, a 31 de Junho de 2010, na paragem da digressão The Monster Ball Tour na cidade de Phoenix, a canção "Yoü and I" foi interpretada como uma contestação à lei e foi dedicada a um rapaz cuja família fora afectada.

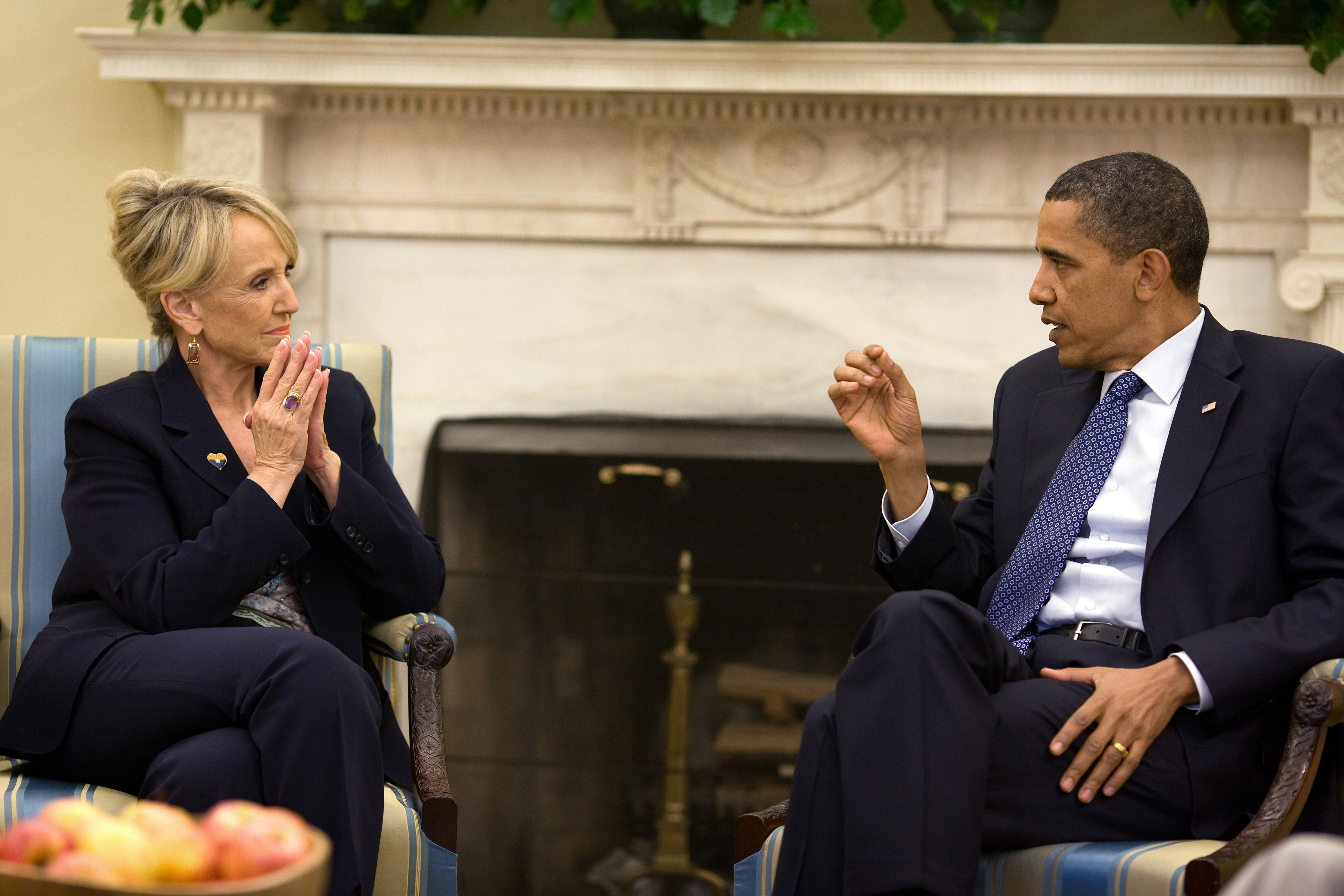
Outro ponto que inspirou Gaga a escrever a letra para "Americano" foi a implementação da lei de imigração do Arizona, conhecida por Lei SB 1070. Na imagem, Jan Brewer (esquerda), governadora do estado do Arizona, está em uma reunião com Barack Obama, presidente dos Estados Unidos da América, em Junho de 2010, aquando do surgimento da lei, para que pudessem discutir a questão da imigração e segurança fronteiriça.

Durante uma entrevista para a revista Vogue, Gaga descreveu "Americano" como "uma grande faixa de mariachi — techno — house na qual canto sobre a lei de imigração e o matrimónio homossexual e todas as coisas que têm a ver com as comunidades marginalizadas da América". A intérprete revelou ter se inspirado na cantora Edith Piaf enquanto gravava "Americano", que foi ainda descrita como uma canção de música pop. A 6 de Maio de 2011, durante uma conferência de imprensa no México, Gaga conversou sobre o tema com a imprensa, declarando que escreveu a sua letra e compôs os arranjos em respeito às leis de imigração do Arizona. Acrescentou também que "eu não apoio muitas das leis de imigração injustas do meu país". Por outro lado, a artista deu a conhecer que existe uma versão alternativa e com maior duração de "Americano", cuja instrumentação é totalmente mariachi e cantada inteiramente em espanhol.
"Esta foi a minha primeira colaboração adequada com Fernando [Garibay] e White Shadow. A editora discográfica tinha dito a Fernando para diminuir a sua influência mexicana, mas este é o único sítio no qual ele realmente dedicou-se. Foi quando a Proposição 8 foi implantada na Califórnia. A lei de imigração foi aprovada no Arizona, as casas estavam a ser revogadas a imigrantes, alguns dos quais haviam estado aqui [Estados Unidos] por anos. A América foi outrora a terra da liberdade, e agora estamos basicamente a dizer a todos para que vão ao caralho."
— Gaga a expressar os seus sentimentos sobre "Americano" em entrevista à revista NME.
A 26 de Junho de 2008, o Tribunal Supremo dos Estados Unidos finalmente deu o seu veredicto rejeitando a Proposição 8, voltando a legalizar o casamento entre indivíduos do mesmo género na Califórnia. A 28 de Junho de 2011, o Nono Circuito de Apelações do Tribunal Federal emitiu um comunicado no qual fez uma cessação que suspendia esta decisão de banir o casamento homossexual. A 7 de Fevereiro de 2012, os juízes desse tribunal concordaram com o Juiz Vaughn Walker, que havia instituído uma norma que afirmava que a Proposição 8 era inconstitucional e deveria ser derrubada, além de terem também publicado uma suspensão da execução, para que aqueles que estivessem a favor da Proposição 8 pudessem recorrer legalmente e que esta norma instituída por Walker pudesse ser apresentada ao Tribunal Supremo dos EUA. Aqueles que estavam a favor da Proposição 8 fizeram um recurso ao Tribunal Supremo a 30 de Julho de 2012. A 7 de Dezembro seguinte, o Tribunal concordou em julgar o caso, chegando ao veredicto final de legalizar o casamento entre indivíduos do mesmo sexo no estado da Califórnia. Gaga não foi a única celebridade que se pronunciou a respeito da Proposição 8 da Califórnia. Outras personalidades, quer abertamente homossexuais ou apoiantes dos direitos dos homossexuais, deram as suas considerações sobre o tópico, tais como Obama, Ben Affleck, Neil Patrick Harris, William Shatner, Kristen Bell, Dax Shepard, Ricky Martin, Ellen DeGeneres, John Stamos, Nick Jonas, Piers Morgan, Nancy Pelosi, Joan Rivers, Jesse Tyler Ferguson, Alyssa Milano, Russel Brand, Wanda Sykes, Adam Lambert, Seth Green e Adam Shankman, que inclusive encenou um musical sobre o assunto na Broadway estrelado por John C. Reilly e Allison Janney que arrecadou cerca de USD 7,5 milhões.

## Lançamento e repercussão

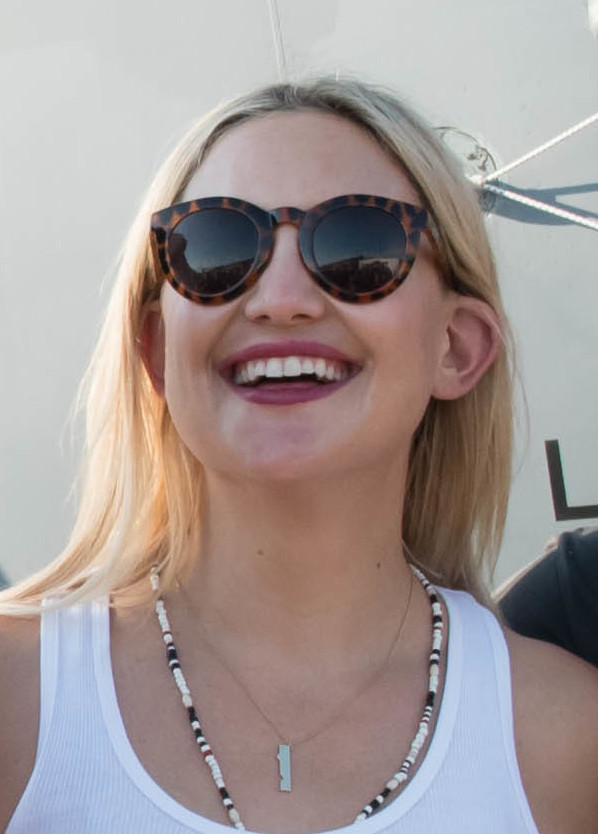
A cantora Kate Hudson interpretou uma versão cover de "Americano" na série de televisão Glee.

Antes de Born This Way atingir as lojas, várias canções do álbum foram sendo divulgadas como maneira de antecipar e promover o seu lançamento. Três faixas foram lançadas no jogo virtual online FarmVille. Elas foram: "Marry the Night" no dia 17 de Maio de 2011, seguida por "Electric Chapel" no dia seguinte, e "Fashion of His Love" no dia após este. "Americano" estreou no jogo virtual a 20 de Maio de 2011, coincidindo com o lançamento norte-americano de Born This Way. O álbum foi finalmente lançado para o resto do mundo três dias depois, com esta canção aparecendo como a quinta faixa do alinhamento da versão padrão do mesmo, bem como da versão especial. Um remix produzido por Gregori Klosman foi divulgado pelo próprio e mais tarde incluso em Born This Way: The Remix (2011), um álbum que compila remixes de canções de Born This Way.
Após o lançamento inicial de Born This Way, vários grupos étnicos e religiosos começaram a condenar o álbum, em particular pela incorporação de ícones religiosos do Cristianismo e também pela acomodação da sexualidade. Na Malásia, onde a homossexualidade é considerada uma ofensa criminal, o governo criticou o disco pela acomodação da sexualidade e do feminismo, enquanto no Líbano, o projecto foi banido temporariamente até 9 de Junho pelo Departamento do Secretário Geral, que afirmou que o disco tem mau gosto e goza do Cristianismo. "Americano", cujo tema e conteúdo não faz referências ao Cristianismo e muito menos à sexualidade, não recebeu bastante atenção pelo Secretário Geral do Líbano. Todavia, juntamente com "Run the World (Girls)" (2011) de Beyoncé, e "Last Friday Night (T.G.I.F.)" (2011) de Katy Perry, foi uma das canções de Born This Way que foi banida pelo Ministro da Cultura da República Popular da China — país onde o conteúdo da internet é severamente monitorado — a 19 de Agosto de 2011 por "apresentar conteúdo banal e ser de mau gosto" e ainda por "encorajar a independência juvenil". Todas as páginas de transmissão e venda de música do país receberam ordem para remover as canções do seu repertório até 15 de Setembro de 2011, e as páginas que não o fizessem seriam levadas a tribunal pelas autoridades chinesas. Outras canções de Born This Way que também passaram por este tratamento pelo Ministro da Cultura Chinês, que condenou Gaga por "criar confusão na ordem normal do mercado musical online e danificar a segurança cultura nacional", são "The Edge of Glory", "Bloody Mary", "Hair", "Judas" e "Marry the Night". "Scheiße" foi poupada pois o Ministro não estava tão preocupado com o facto de Gaga "estar a praguejar em alemão".
A cantora Kate Hudson interpretou uma versão cover de "Americano" misturada com "Dance Again" (2011), de Jennifer Lopez com participação do rapper Pitbull, no episódio "The New Rachel" da série de televisão Glee. A música foi também usada em campanhas promocionais e na sequência de créditos finais do filme Gato de Botas (2011), adoptada pela ginasta italiana Carlotta Ferlito como a sua canção de treinamento entre os fins de 2013 a 2014, e reproduzida em trailers promocionais para a estreia da série de televisão Killer Women na American Broadcasting Company (ABC), algo que recebeu atenção por parte da actriz Sofia Vergara, que elogiou o tema.

## Estrutura musical e conteúdo

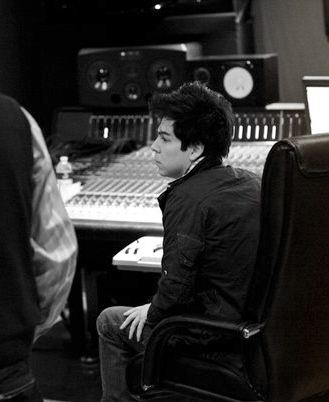
Fernando Garibay co-escreveu e auxiliou Gaga na produção, arranjos e programação de "Americano". Além disso, ficou a cargo da instrumentação, sendo o responsável pela integração da guitarra e do teclado.

Musicalmente, "Americano" é uma obra de ritmo moderado definida no compasso de tempo comum com a duração total de quatro minutos e seis segundos. Primeiramente escrita por Gaga e Garibay em uma cidade europeia numa quarta-feira veronesca de Agosto, algo que é referenciado na canção, a sua gravação teve lugar num estúdio implantado no autocarro da digressão The Monster Ball Tour (2010-11) em 2010 em uma cidade da Europa por Dave Russell, que também foi o responsável pela gravação da maior parte das canções de Born This Way. Russell ficou encarregue também de realizar a mixagem da canção no estúdio The Mix Room em Burbank, Califórnia, com o auxílio de Rafa Sardinia. Gene Grimaldi, sob assistência de Paul Pavao, foi o responsável pela masterização, que decorreu no estúdio Oasis Mastering, também localizado em Burbank. A sua instrumentação, que é essencialmente pop, derivando maioritariamente do género musical mariachi à medida que vai sendo influenciada levemente por house, techno e disco-pop, foi engendrada por Cheche Alara e Fernando Garibay. O tema contém também elementos de música latina em sua instrumentação, que foram adicionados solenemente por Garibay, que ainda incluiu o teclado e a guitarra. Outros instrumentos notáveis em "Americano" são a guitarra requinto por Andy Abad, o trompete por Harry Kim, o violino por Julio Hernandez e Suemy Gonzalez, o guitarrón e a vihuela por Mario Hernandez, e a guitarra por Stephanie Amaro. A canção foi descrita pela cantora como uma união de ritmos latinos e guitarras espanholas com a música dance urbana. Peter Robinson, repórter da revista NME, descreveu a obra como "uma canção alimentada por música house com um tema mexicano esmagador".
As letras de "Americano", escritas por Gaga, Garibay, Brian Lee, Paul Blair e Cheche Alara, abordam o "Sonho Americano", o matrimónio entre indivíduos do mesmo género e ainda a lei de imigração dos Estados Unidos. As suas letras são bilingues, alternando entre o inglês e o espanhol, marcando a primeira vez que a artista divulga algum material com um título em língua estrangeira desde "Alejandro" (2009). O seu conteúdo lírico centra-se em um romance, como a cantora descreve imediatamente na introdução: "I met a girl in East LA in floral shorts as sweet as May / She sang in eights in two Barrio chords / We fell in love, but not in court", fazendo uma referência evidente ao matrimónio homossexual. Após isso, inicia a batida da música, à medida que a cantora vai dizendo "la la la la la la" repetidamente, antes de introduzir-se a ponte. Outras referências elaboradas na composição remetem a temas religiosos, rebeldes, e políticos, tais como ataques ao governo norte-americano e às leis de imigração. Enquanto Gaga canta "I don't speak your, I don't speak your language oh no (La-la-la-la-la-la) / I don't speak your, I won't speak your Jesus Christo" podem ser ouvidos sintetizadores e buzinas de mariachi no pano de fundo.

## Crítica profissional
| Críticas profissionais | Críticas profissionais |
| Avaliações da crítica  | Avaliações da crítica  |
| Fonte                  | Avaliação              |
| ---------------------- | ---------------------- |
| Cromossoma X           | [ 70 ]                 |
| MTV                    | (positiva)             |
| NME                    | (positiva)             |
| PopDust                | (mista)                |
| Prefix                 | (negativa)             |
| Rolling Stone          | (positiva)             |

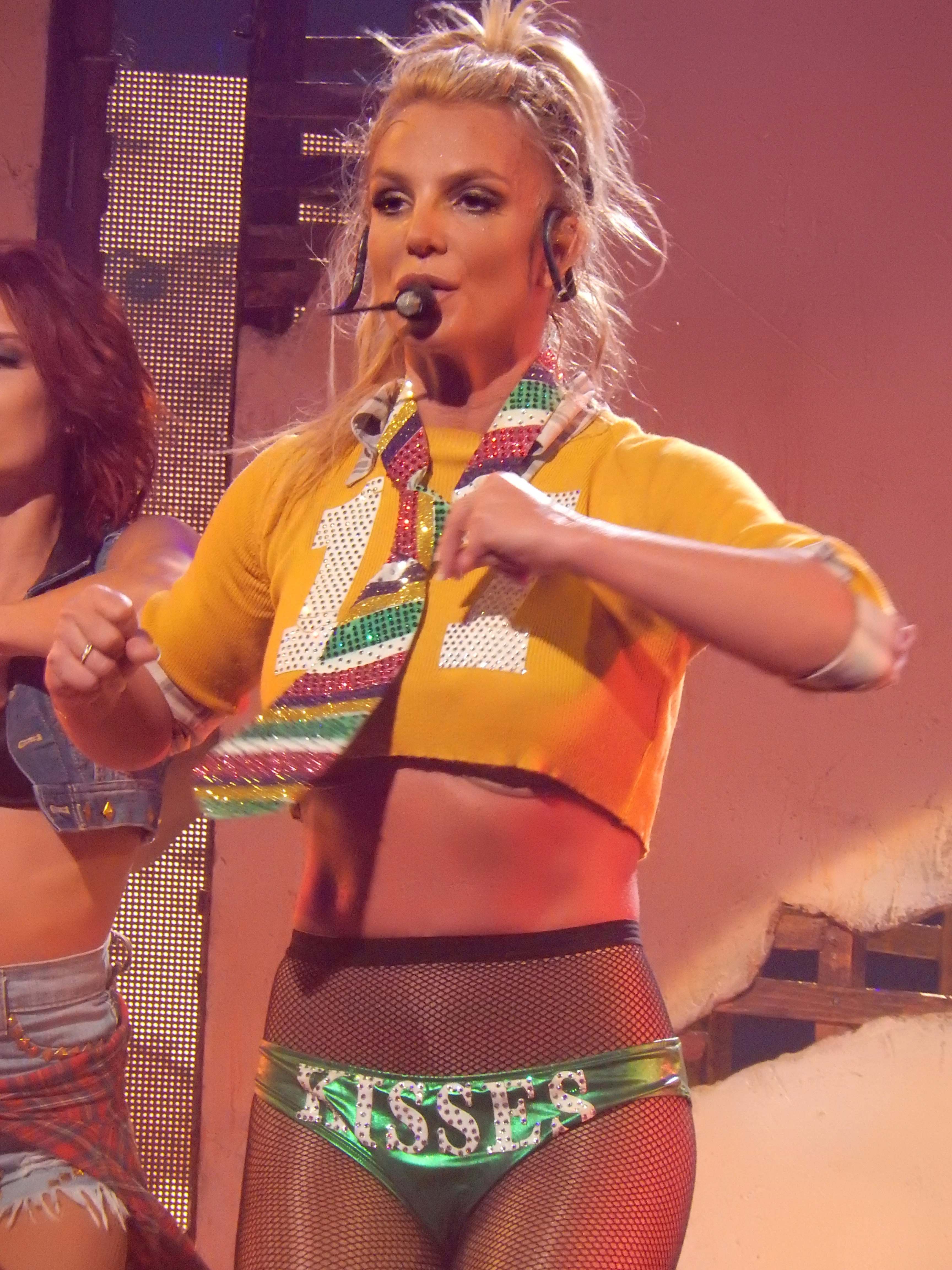
Segundo a crítica, o desempenho de música latina de Britney Spears (imagem) em "Mmm Papi" (2008) foi muito melhor que o audível em "Americano".

Dan Martin, escrevendo para a revista NME, declarou que "Americano" é uma faixa mariachi "que assume a fórmula adoptada em 'Alejandro' através de Evita e uma sequência de trompetes espanholas aventureiras. Elaborando uma resenha para a revista Rolling Stone, Jody Rosen considerou a obra como "a canção mais homossexual em que Gaga já trabalhou" que contém "um sabor latino pronunciado, que se completa com guitarras de flamenco e castañuelas. Por outro lado, Ivar Muñoz-Rojas, escrevendo para a publicação espanhola da Rolling Stone, afirmou que a música "evoca com êxito (isto é: com humor) sons ciganos e dançantes." Alfonso Ortega, para o periódico Fanzine Radar, chamou o tema de "uma experiência estranha" e de "uma latinada tão estrondosamente barulhenta quanto viciante na qual a cantora se atreve a cantar em castelhano".
Ed Comentale, para a Tiny Mix, afirmou que a canção "resume os dialectos dos imigrantes, enquanto o narrador não fala a sua língua nativa e aparenta estar nos Estados Unidos simplesmente pelo dinheiro, seu grande amor pela nação conduz a uma emocionante vida rebelde e a aventuras tresloucadas psico-sexuais na margem da lei." Não obstante, Craig Jenkins, para a revista Prefix, achou que a artista se desempenhou "muito melhor quando tentou com 'Alejandro' (ou para o bem da posteridade, 'La Isla Bonita')." Eliot Glazer, para a coluna Buzzworthy da MTV, comentou que a obra "emana um sabor étnico potente que faz um casamento entre as marteladas dançaveis de assinatura de Gaga com guitarras espanholas e vocais enormes de balada. Nem sequer há a necessidade de informar que a multidão de Little Monsters ficou louca com a canção, que comprova a flexibilidade contínua de Gaga como uma compositora, o seu vasto repertório de habilidades musicais agora a mergulharem em território latino."
Andrew Unterberger, para o blogue PopDust, escreveu que os sintetizadores pulsantes presentes em "Americano" são "bem fixes, e se você pensou que 'Hernando's Hideaway' precisava de uma actualização homo-erótica para as pistas de dança, então você ficará muito, muito feliz pelo facto de esta música existir." Ele adicionou ainda que a tentativa de Gaga de imitar um sotaque espanhol foi previsivelmente miserável, e que o exercício inteiro acabou tendo um resultado desagradável e impossívelmente elegante. "Gaga tentou criar o tango mais poderoso, recorrendo ao apoio de uma sequência de flamenco colorido com complementos dramáticos, buzinas sintetizadas, e letras em espanhol". Ele concluiu a sua resenha atribuíndo ao tema dois relâmpagos a partir de uma escala de cinco. Um resenhista do blogue espanhol Cromossoma X partilhou o mesmo sentimento que Unterberger, declarando: "Enquanto 'La Isla Bonita' e 'Who's That Girl' tiveram o seu ponto engraçado (quem não vê a ligação entre estes dois conceitos que leia um pouco a Wikipédia), este 'Americano' de Lady Gaga passa a ser sua canção latina deste álbum, assim como 'Alejandro' foi em The Fame Monster, à excepção de que a melodia, a produção e as letras de 'Americano' são horríveis a partir de qualquer ponto de observação. É que para uma batida latina, preferimos ouvir 'Mmm Papi' de Britney [Spears]."

## Apresentações ao vivo

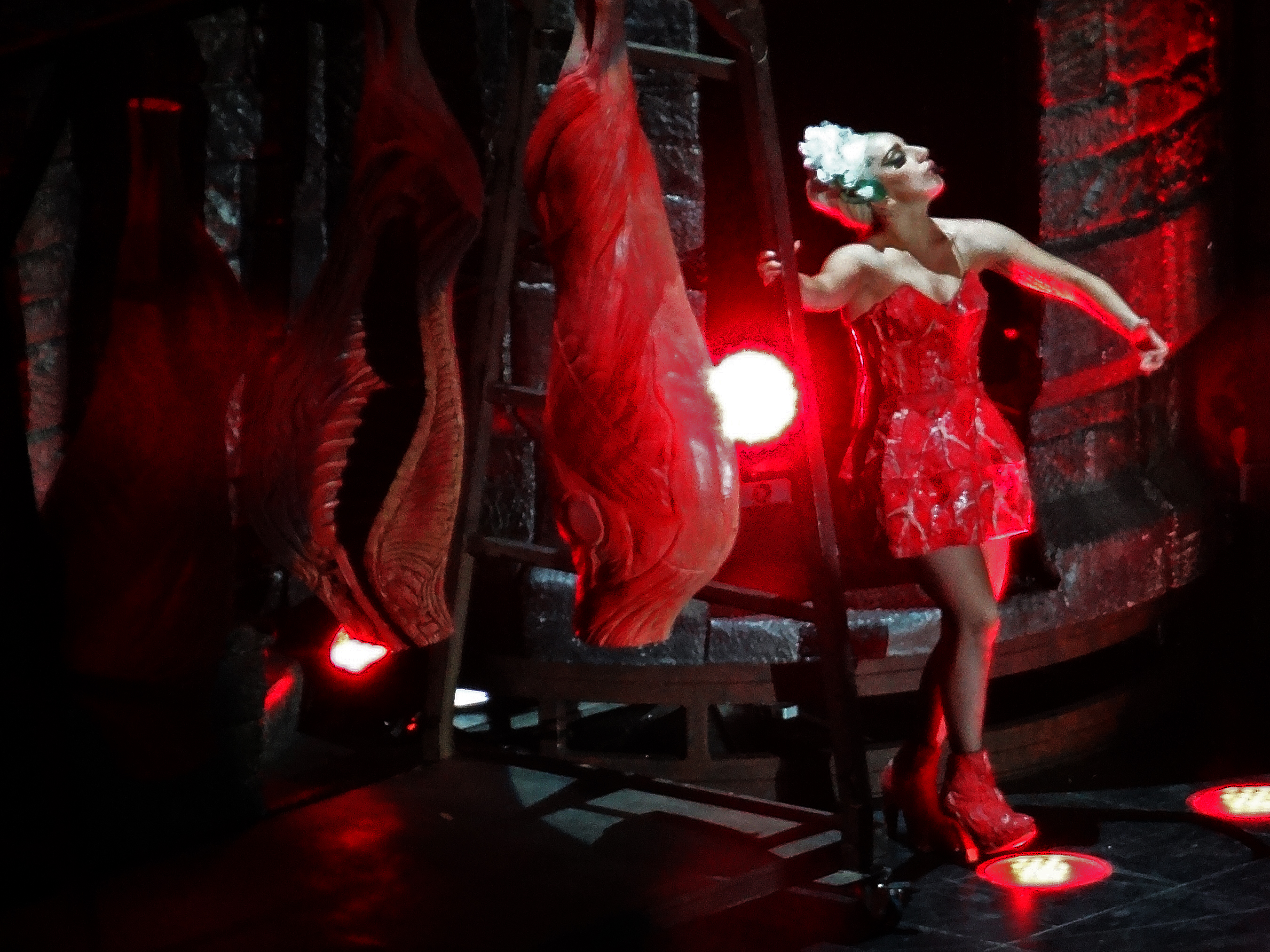
Gaga a interpretar "Americano" em um dos concertos da The Born This Way Ball (2011-12) em Setembro de 2012 usando a versão actualizada do vestido de carne.

A 3 de Maio de 2011, durante a paragem da The Monster Ball Tour na cidade de Guadalajara, México, a intérprete realizou uma versão acústica de "Americano" com o apoio de um piano decorado com a bandeira do país. Ela disse, em espanhol: "Escrevi esta canção acerca das leis de imigração injustas do meu país. Queremos justiça." Mais tarde, na Cidade do México, Gaga cantou a música ao vivo no Foro Sol para um público de 55 mil pessoas durante os dias 5 e 6 de Maio. Garibay subiu ao palco para tocar a guitarra na apresentação do dia 5. "Americano" foi novamente interpretada no evento Robin Hood Gala decorrido a 10 de Maio de 2011 na Cidade de Nova Iorque, e cinco dias depois no concerto do evento Big Weekend da BBC Radio One, em Carlisle, Cumbria, onde fez uma versão cover de "Orange Colored Sky", como parte da paragem da The Monster Ball Tour naquele país.
A canção foi maioritariamente interpretada pela artista ao longo da digressão The Born This Way Ball (2011-12), tendo sido inclusa no repertório como a décima oitava faixa. Para as apresentações, ela usou uma versão modificada do famoso vestido de carne, que revelava um decote com formato de coração, uma saia volumosa e ainda um par de sapatos que simulavam serem feitos de carne, enquanto carregava uma espingarda. No primeiro concerto na cidade de Londres, Inglaterra, na noite de 8 de Setembro de 2012, a artista iniciou as apresentações cerca de meia hora atrasada devido à problemas técnicos resolvidos na última da hora e não cantou "Americano", bem como "Poker Face" e "Alejandro."

## Alinhamento de faixas
Em todas as versões lançadas de Born This Way, "Americano" foi inclusa como a quinta canção do alinhamento de faixas. Na compilação Born This Way: The Remix (2011), que consiste em remixes de canções de Born This Way, o remix produzido por Gregori Klosman aparece como a nona faixa do alinhamento.
- Download digital[88]

1. "Americano" (versão do álbum) — 4:06

- Born This Way (#060252771838)[89]

1. "Americano" — 4:06

- Born This Way: The Remix (#060252787000)[90]

1. "Americano" (Gregori Klosman Remix) — 6:07

## Créditos e pessoal
Os créditos seguintes foram adaptados do encarte dos álbuns Born This Way (2011) e Born This Way: The Remix (2011):
Locais de gravação
- Gravada no estúdio do autocarro de digressão da The Monster Ball Tour em uma cidade da Europa
- Gravada no The Mix Room em Burbank, California, EUA
- Masterizada no Oasis Mastering em Burbank, Califórnia, EUA

Produção
- Composição: Stefani Germanotta, Fernando Garibay, Brian Dong Ho Lee, Paul Blair, Cheche Alara
- Gravação vocal: Dave Russell, Rafa Sardinia
- Engenharia acústica: D. Russell
- Instrumentação: Cheche Alara, F. Garibay (guitarra e teclado), Mario Hernandez (guitarrón e vihuela), Stephanie Amaro (guitarra), Andy Abad (requinto), Suemy Gonzalez (violino), Julio Hernandez (violino), Harry Kim (trompete)
- Masterização: Gene Grimaldi, Paul Pavao (assistência)
- Mistura: D. Russell, R. Sardinia (assistência), Gregori Klosman (remistura)
- Produção e arranjos: S. Germanotta, F. Garibay, P. Blair
- Programação: F. Garibay, P. Blair
- Vocais principais: S. Germanotta
  - Vocais de apoio: Jorge Alvarez, David Gomez, Carlos Murguia, F. Garibay

## Desempenho nas tabelas musicais
"Americano" estreou na décima sétima posição da tabela musical Hot Dance/Electronic Digital Songs, segundo a publicação de 11 de Junho de 2011 da revista Billboard. Acabou permanecendo na tabela por mais quatro semanas. Na Coreia do Sul, devido a um forte registo de downloads em lojas digitais aquando do lançamento de Born This Way, a canção estreou no número doze na tabela de streaming de canções internacionais e na 98.ª colocação da tabela de download de canções internacionais, ambas publicadas pela Gaon.
Na Itália, "Americano" foi a 103.ª canção mais bem-sucedida nas tabelas musicais em 2011.
| País — Tabela musical (2011)                                    | Posição de pico |
| --------------------------------------------------------------- | --------------- |
| Coreia do Sul — International Digital Chart (Gaon)              | 98              |
| Coreia do Sul — International Streaming Chart (Gaon)            | 12              |
| Estados Unidos — Hot Dance/Electronic Digital Songs (Billboard) | 17              |

| País — Tabela musical (2011)      | Posição |
| --------------------------------- | ------- |
| Itália — Hit Parade Italia (FIMI) | 103     |